# پروژه‌های لافیت
پروژه‌های لافیت (به انگلیسی: Lafitte Projects) یک منطقهٔ مسکونی در ایالات متحده آمریکا است که در نیواورلئان واقع شده‌است. پروژه‌های لافیت ۳۷۹ نفر جمعیت دارد و ۰٫۰ متر بالاتر از سطح دریا واقع شده‌است.